# Пештова, Даниэла
Да́ниэла Пе́штова (чеш. Daniela Peštová; род. 14 октября 1970 года, Теплице, Чехословакия) — чешская супермодель.

## Биография
Даниэла начала модельную карьеру в 19 лет в агентстве Madison, представитель которого заметил Даниэлу в театре Праги.
В 1992 году, практически не зная английского языка, переехала в Нью-Йорк, где её карьера набрала обороты.
Даниэла появлялась на обложках таких известных журналов, как «Vogue», «Cosmopolitan», «Elle», «GQ», «Marie Claire», «Glamour» и на обложках «Sports Illustrated Swimsuit» в 1995, 1996, 1997, 1998, 1999, 2000, 2001, 2003 и 2004 годах.
Владеет чешским, итальянским, английским, французским и русским языками.

## Личная жизнь
В 1995 году Пештова вышла замуж за итальянского бизнесмена Томассо Бути и развелась с ним в 1998 году. В 1996 году в браке родился сын Янник Фаусто.
Она также имеет дочь Эллу (2002 г. р.) и сына Пола Генри (2009 г. р.) от своего гражданского мужа, словакского рок-вокалиста Павола Габера. В индустрии моды Пештову прозвали «хамелеоном» из-за её способности постоянно менять свой образ.